# Anthrax (banda)
Anthrax es una banda estadounidense de thrash metal formada en Nueva York en 1981, por el guitarrista Scott Ian y el bajista Dan Lilker. Está considerado como uno de los grupos principales de la escena thrash junto a Metallica, Megadeth y Slayer. Entre 1991 y 2004, vendió cerca de 2,5 millones de copias únicamente en los Estados Unidos y 10 millones en todo el mundo.
En 1983, Anthrax firmó un contrato con la discográfica independiente Megaforce Records, a través de la cual publicó su álbum debut con su actual batería, Charlie Benante. Lilker pronto abandonó la formación y le reemplazó Frank Bello, sobrino de Benante, además, el vocalista Joey Belladonna también ingresó. Con la llegada de estos nuevos integrantes, la banda lanzó al mercado Spreading the Disease (1985) y Among the Living (1987), aunque Belladonna dejó el conjunto en 1992 y le sustituyó John Bush, con el cual grabó Sound of White Noise (1993), que alcanzó la séptima posición del Billboard 200. Sus tres siguientes trabajos —Stomp 442 (1995), Volume 8: The Threat Is Real (1998) y We've Come for You All (2003)— no tuvieron el éxito comercial de su antecesor y en 2005, Belladonna y el guitarrista Dan Spitz regresaron a la banda para una esporádica reunión. En 2010, después de varios cambios de vocalista, Belladonna regresó al grupo una vez más para grabar Worship Music (2011) y For All Kings (2016).

## Historia

### Formación yFistful of Metal(1981-1984)

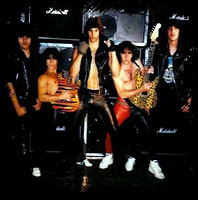
Anthrax en 1983. De izquierda a derecha: Benante, Spitz, Turbin, Ian y Lilker.

Los guitarristas Scott Ian y Dan Lilker fundaron Anthrax en 1981 cuando todavía acudían al instituto. Lilker propuso que el proyecto se llamara Anthrax —el nombre en inglés de la enfermedad conocida como carbunco— después de haber leído dicho término en un libro de biología. Su formación inicial quedó completada con la llegada del batería Dave Weiss y el bajista Kenny Kushner. Este último pronto dejó el grupo porque estaba más interesado en cantar en un conjunto de hard rock y le sustituyó Paul Kahn, quien recibió el despido poco después por ser incapaz de tocar la música de la banda y que sería reemplazado por Lilker, que pasó a encargarse del bajo. Mientras tanto, Greg Walls ingresó como nuevo guitarrista y Greg D'Angelo suplió a Weiss como batería. Por otra parte, el puesto de vocalista lo ocuparon distintos músicos que estuvieron durante un breve periodo de tiempo: John Connelly, Dirk Kennedy y el hermano pequeño de Ian, Jason Rosenfeld, antes de la llegada de Neil Turbin en agosto de 1982.
El primer concierto con Turbin tuvo lugar en septiembre de 1982 en el club Great Gildersleeves de Nueva York. Durante esa etapa, Anthrax actuó con regularidad en esa ciudad y en Nueva Jersey, a menudo junto con Metallica. En verano de 1983, tras grabar su primera maqueta, Walls se marchó y le sustituyó Bob Berry, quien según Scott Ian «no sabía nada sobre metal». Berry pronto sería reemplazado por Dan Spitz, guitarrista de Overkill, que participó en la grabación de su segunda maqueta. En septiembre, D'Angelo fue despedido por ser incapaz de tocar el doble bombo y le sustituyó Charlie Benante como batería, a quien Ian había conocido a través de un amigo en común. Con este nuevo integrante la agrupación publicó su primer trabajo de estudio, el sencillo «Soldiers of Metal», que produjo Ross the Boss de Manowar. En dos semanas, el sencillo vendió 3000 copias y llamó la atención de la discográfica Megaforce Records, con la cual la banda firmó un contrato y que distrubuiría sus trabajos a través de Island Records.
A finales de 1983, Anthrax comenzó la grabación de su álbum debut, publicado en enero de 1984 bajo el título Fistful of Metal. Tras su lanzamiento, Dan Lilker fue despedido por Turbin y según Scott Ian, el vocalista dudó de su profesionalidad y le advirtió que o el bajista dejaba el grupo o sería él quien se iría. Por su parte, Lilker formó Nuclear Assault junto al exvocalista John Connelly y su puesto lo ocupó el sobrino de Benante, Frank Bello, que trabajaba con ellos como pipa.

### Spreading the DiseaseyAmong the Living(1984-1987)
En agosto de 1984, Turbin salió del conjunto. De acuerdo con el periodista Eddie Trunk, fue el propio vocalista quien presionó al grupo y al fundador de Megaforce, Jon Zazula, para que lo echaran, aunque Scott Ian reveló que despidió al cantante después de que este discutiera con Zazula. Matt Fallon reemplazó a Turbin, pero al poco tiempo abandonó la formación por desacuerdos con la involucración de Zazula y provocó que la agrupación pensara en continuar como cuarteto con Bello e Ian como vocalistas. Tras descartar la idea, un amigo recomendó al vocalista Joey Belladonna, que había formado parte del grupo Bible Black y finalmente fue contratado en febrero de 1985. Tras la llegada de su nuevo integrante, Anthrax grabó el EP Armed and Dangerous, que también incluyó temas en directo de 1984 y el sencillo «Soldiers of Metal». A mediados de ese año, Ian y Benante volvieron a reunirse con Lilker para fundar el proyecto Stormtroopers of Death.
En octubre salió a la venta su segundo álbum de estudio, Spreading the Disease, que alcanzó el puesto 113 del Billboard 200. En 1986, Anthrax realizó una gira por Europa y Norteamérica, donde en algunas fechas hizo de telonera de Black Sabbath, cuyo bajista en aquellos momentos era el hermano de Dan Spitz, Dave, aunque muchas de ellas tuvieron que ser canceladas debido a la baja venta de entradas.
En enero de 1987, salió a la venta el EP I'm the Man, cuya canción homónima fue una de las primeras en fusionar rap con metal. Además, incluyó pistas grabadas en directo y una versión de «Sabbath Bloody Sabbath» de Black Sabbath y obtuvo una certificación de platino de la RIAA. A lo largo de 1986, Anthrax realizó la grabación de su tercer álbum de estudio, Among the Living, que salió a la venta en marzo de 1987. Alcanzó la posición 62 del Billboard 200, logró una certificación de disco de oro de la RIAA por la venta de medio millón de ejemplares en los Estados Unidos y se situó entre los veinte trabajos más vendidos del UK Albums Chart. Para promocionar su lanzamiento, la banda realizó una gira norteamericana como telonera de Kiss y posteriormente una europea junto con Testament. Por otra parte, el aumento de su popularidad en Japón llevó a que su álbum debut, Fistful of Metal, fuera reeditado allí con el título Fistful of Anthrax con pistas adicionales en directo grabados con Belladonna.

### State of EuphoriayPersistence of Time(1988-1992)
Tras la publicación del VHS Oidivnikufesin, en septiembre de 1988 el conjunto lanzó al mercado el álbum de estudio State of Euphoria, con el cual incrementó su popularidad y sus ventas, ya que alcanzó el puesto 30 del Billboard 200 y el decimosegundo del UK Albums Chart, el mejor en su carrera en el Reino Unido. Tras su edición, la agrupación abrió los conciertos de Ozzy Osbourne en los Estados Unidos y posteriormente se embarcó en la gira norteamericana Headbangers Ball Tour junto con Exodus y Helloween.
En agosto de 1990 salió a la venta su quinto trabajo de estudio, Persistence of Time, que llegó a la posición 24 del Billboard 200, consiguió una certificación de oro de la RIAA y logró una nominación al premio Grammy en la categoría de mejor interpretación de metal. Para promocionarlo, la banda actuó junto con Iron Maiden en su gira No Prayer on the Road y al año siguiente participó en los conciertos del Clash of the Titans con Megadeth, Slayer y Alice In Chains. Al año siguiente, participó con la banda de rap Public Enemy en una grabación de su tema «Bring the Noise» y posteriormente ambas realizaron una gira conjunta. El tema, que alcanzó el top 15 del UK Singles Chart, aparecería en el recopilatorio Attack of the Killer B's; un trabajo que conseguiría una nueva nominación al Grammy como mejor interpretación de metal.
A pesar del éxito comercial conseguido, los integrantes del grupo optaron por despedir a Joey Belladonna porque de acuerdo con Scott Ian «llegó el punto en que realmente necesitábamos un cantante que fuera capaz de tener su propia personalidad y expresarse. Llegó un momento en el que dijimos: “No podemos seguir con esto”» y le reemplazaron por John Bush, vocalista de Armored Saint.

### Sound of White Noise(1993-1994)
Tras la llegada del nuevo vocalista, Anthrax abandonó Island Records, que había sido absorbida por PolyGram, para firmar un contrato de 10 millones de dólares estadounidenses con Elektra. En mayo de 1993 salió a la venta Sound of White Noise, que alcanzó la decimocuarta posición del UK Albums Chart y la séptima del Billboard 200, la mejor en los Estados Unidos en su carrera. El disco cuenta con la colaboración de Angelo Badalamenti en la canción «Black Lodge», cuyo título es una referencia a la serie televisiva Twin Peaks y de la cual Badalamenti era compositor. Al año siguiente, Island Records publicó el álbum en directo The Island Years, compuesto por temas grabados entre 1991 y 1992. El disco no tuvo repercusión en las listas de éxitos, aunque la canción «Bring the Noise», interpretada por la banda y Public Enemy consiguió una nominación al Grammy en la categoría de mejor interpretación de metal. Ese mismo año el guitarrista Dan Spitz abandonó la formación para convertirse en relojero.

### Stomp 442yVol. 8: The Threat Is Real(1995-1999)
A pesar de la salida de Spitz, a lo largo de 1995 la banda realizó la grabación de un nuevo trabajo de estudio como cuarteto y con la colaboración de varios guitarristas principales como Paul Crook, Dimebag Darrell o el propio Charlie Benante. El disco salió al mercado en octubre con el título Stomp 442, únicamente llegó al puesto 47 del Billboard 200 y fue el primer trabajo del conjunto desde Spreading the Disease en no logar la certificación de disco de oro de la RIAA. Scott Ian atribuyó esta escasa recepción comercial a la nula promoción realizada por Elektra. A pesar de que la popularidad del grupo en las listas había disminuido, no fue así con sus conciertos y ese mismo año realizó una gira junto con la agrupación de punk Misfits.
Tras el fracaso de Stomp 442, Anthrax firmó un contrato con el sello independiente Ignition Records, a través del cual editó Volume 8: The Threat Is Real, en julio de 1998. Al igual que su antecesor, el álbum contó con las participaciones de Benante, Crook y Darrell como guitarristas líderes, además del vocalista Phil Anselmo, compañero de este último en Pantera. Por su parte, el bajista Frank Bello fue el cantante de la canción «Pieces», compuesta en memoria de su hermano asesinado en 1996. Su recepción comercial fue incluso peor que la de Stomp 442 y únicamente llegó a la posición 118 del Billboard 200, además poco después Ignition quebró, por lo que su distribución quedó interrumpida. Tras la bancarrota de su discográfica y la pésima recepción de su último trabajo, el grupo firmó un contrato con Beyond Music y contactó a Joey Belladonna y Dan Lilker para que participaran en el recopilatorio Return of the Killer A's (1999). Además, la banda también planeó una gira con Bush y Belladonna como vocalistas, pero este declinó la oferta en el último momento.

### We've Come for You All(2000-2004)

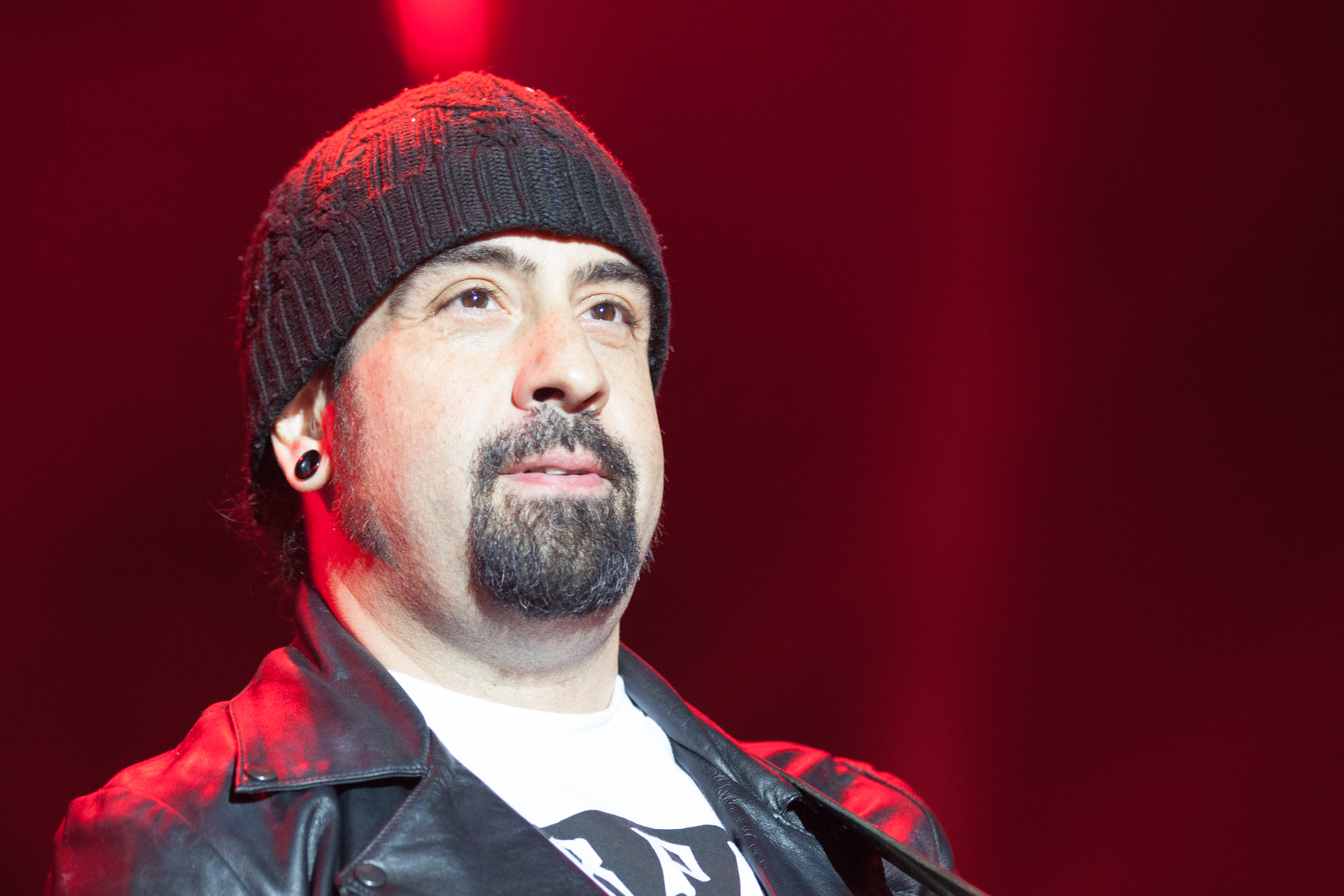
Rob Caggiano ingresó en el grupo en el año 2000 y debutó con el álbum We've Come for You All.

En el año 2000, tras realizar una gira norteamericana con Mötley Crüe, Rob Caggiano ingresó en Anthrax como integrante oficial. El conjunto también tenía una serie de conciertos con Judas Priest programados para finales de 2001, pero debido a los atentados del 11 de septiembre tuvieron que ser aplazados. Tras los ataques con carbunco en los Estados Unidos, la banda consideró cambiar su nombre; sin embargo, en un concierto benéfico en Nueva York en noviembre, los integrantes aparecieron vestidos con overoles con la frase bordada «We're not change our name» —en español: No vamos a cambiar nuestro nombre—. Frank Bello declaró que recibieron mensajes de apoyo de miembros de la NYPD y del Departamento de Bomberos de la Ciudad de Nueva York que recomendaban no cambiar su nombre porque enviaría un mensaje equivocado.
Tras firmar un contrato con Sanctuary Records, el grupo publicó en mayo de 2003 el álbum We've Come for You All, que incluye la colaboración de Roger Daltrey y al igual que sus dos antecesores, de Dimebag Darrell. A pesar de recibir buenas reseñas, el disco fue un nuevo fracaso comercial, pues únicamente alcanzó el puesto 122 del Billboard 200 y no entró en el UK Albums Chart.
En 2004, Bello abandonó la agrupación para unirse a Helmet, ya que según sus declaraciones posteriores «ellos [Anthrax] necesitaban un descanso de mí y yo necesitaba un descanso de ellos» y le reemplazó Joey Vera —compañero de John Bush en Armored Saint— para una gira por Japón y Oceanía. Ese mismo año salieron a la venta el álbum en directo Music of Mass Destruction y el recopilatorio The Greater of Two Evils.

### Reuniones (2005-2009)

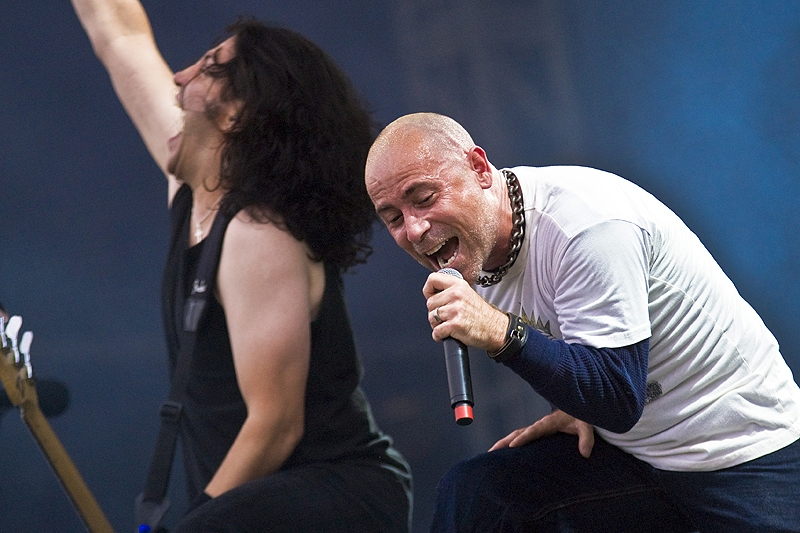
Frank Bello y John Bush actuando en Knebworth, Inglaterra, en 2009.

En marzo de 2005, Scott Ian y Charlie Benante anunciaron su reunión con Joey Belladonna, Frank Bello y Dan Spitz para una serie de conciertos. El quinteto interpretó en varias ocasiones Among the Living e incluso comentó la posibilidad de grabar un nuevo trabajo de estudio; algo que no sucedió debido a que Belladonna decidió abandonar la formación en enero de 2007. Finalmente, en diciembre el grupo confirmó la llegada del nuevo cantante, Dan Nelson y el retorno de Rob Caggiano como sustituto de Spitz que dejó el conjunto por la incapacidad para llegar un acuerdo con Belladonna por la grabación de un nuevo álbum.
En mayo de 2008, después de 19 meses sin actuar, Anthrax realizó su primer concierto con Nelson y en agosto, Benante confirmó que comenzarían a grabar un nuevo trabajo de estudio. Al año siguiente, la banda actuó como telonera de Iron Maiden en Sudamérica y anunció su participación en el festival itinerante Sonisphere, sin embargo, una parte de las actuaciones de ese año fueron canceladas debido a que el cantante cayó enfermo. El propio Nelson negó tal hecho y reveló que había sido despedido, aunque según Ian fue él quien abandonó Anthrax de manera voluntaria. A pesar de la ausencia de su cantante, Anthrax no canceló su actuación en el Sonisphere, donde contaron con la colaboración del exvocalista John Bush, quien poco después regresó de manera oficial al grupo.

### Worship Music(2009-2013)

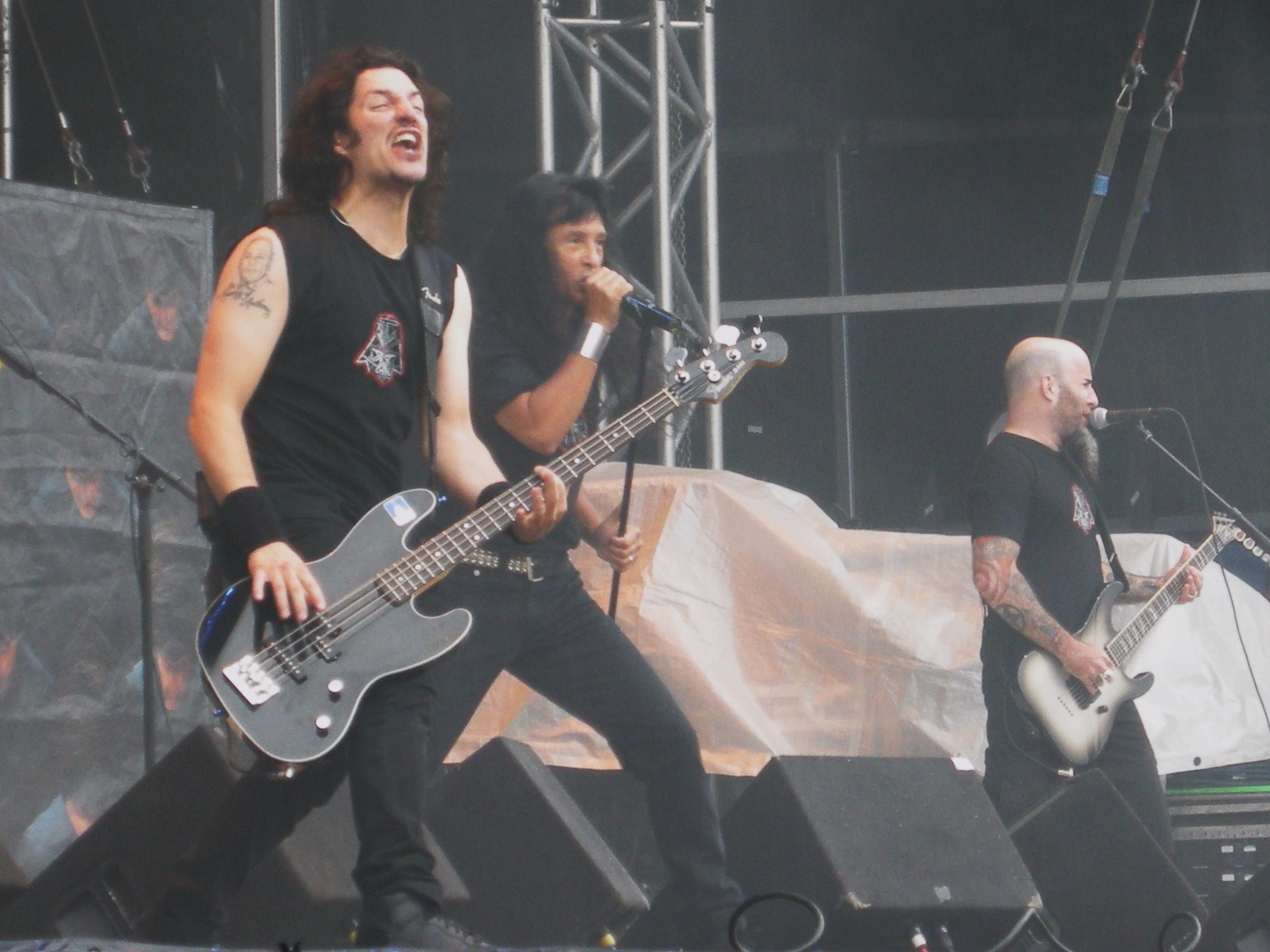
Anthrax actuando en Bulgaria, en el Big Four, en junio de 2010.

Tras regresar a la formación, Bush puso su voz a las canciones grabadas anteriormente por Nelson para su inclusión en un nuevo álbum. Además, la agrupación confirmó su participación en el festival Sonisphere de 2010; aunque el vocalista dejó la banda antes de dicho evento porque no quería estar demasiado tiempo alejado de sus hijos. Ante la salida de Bush, los integrantes restantes contactaron con Joey Belladonna, que oficializó su regreso en mayo de 2010. El 22 de junio, en la edición búlgara del Sonisphere, Anthrax compartió escenario por primera vez con Metallica, Slayer y Megadeth. Las cuatro actuaciones quedaron filmadas y publicadas en DVD bajo el título The Big Four: Live from Sofia, Bulgaria y que conseguiría dos certificaciones de platino de la RIAA.
Belladonna puso su voz a las canciones grabadas anteriormente por Nelson y Bush, las que fueron añadidas en el disco Worship Music, que salió a la venta en septiembre de 2011. El álbum mejoró las posiciones en las listas alcanzadas por sus tres antecesores; llegó al duodécimo puesto del Billboard 200 y a la posición 49 del UK Albums Chart. Además, la canción «I'm Alive» consiguió una nominación al Grammy como mejor interpretación de hard rock/metal. Para promocionar este trabajo, el conjunto realizó una gira norteamericana con Testament y Death Angel.
En enero de 2013, Rob Caggiano dejó la formación para unirse a Volbeat, no sin antes recomendar la contratación de su sustituto, Jonathan Donais, guitarrista de Shadows Fall. Dos meses después salió a la venta el EP Anthems, compuesto por versiones de temas de otras bandas, entre ellas «T.N.T.» de AC/DC, que logró una nueva candidatura al Grammy.

### For All Kings(2013-actualidad)

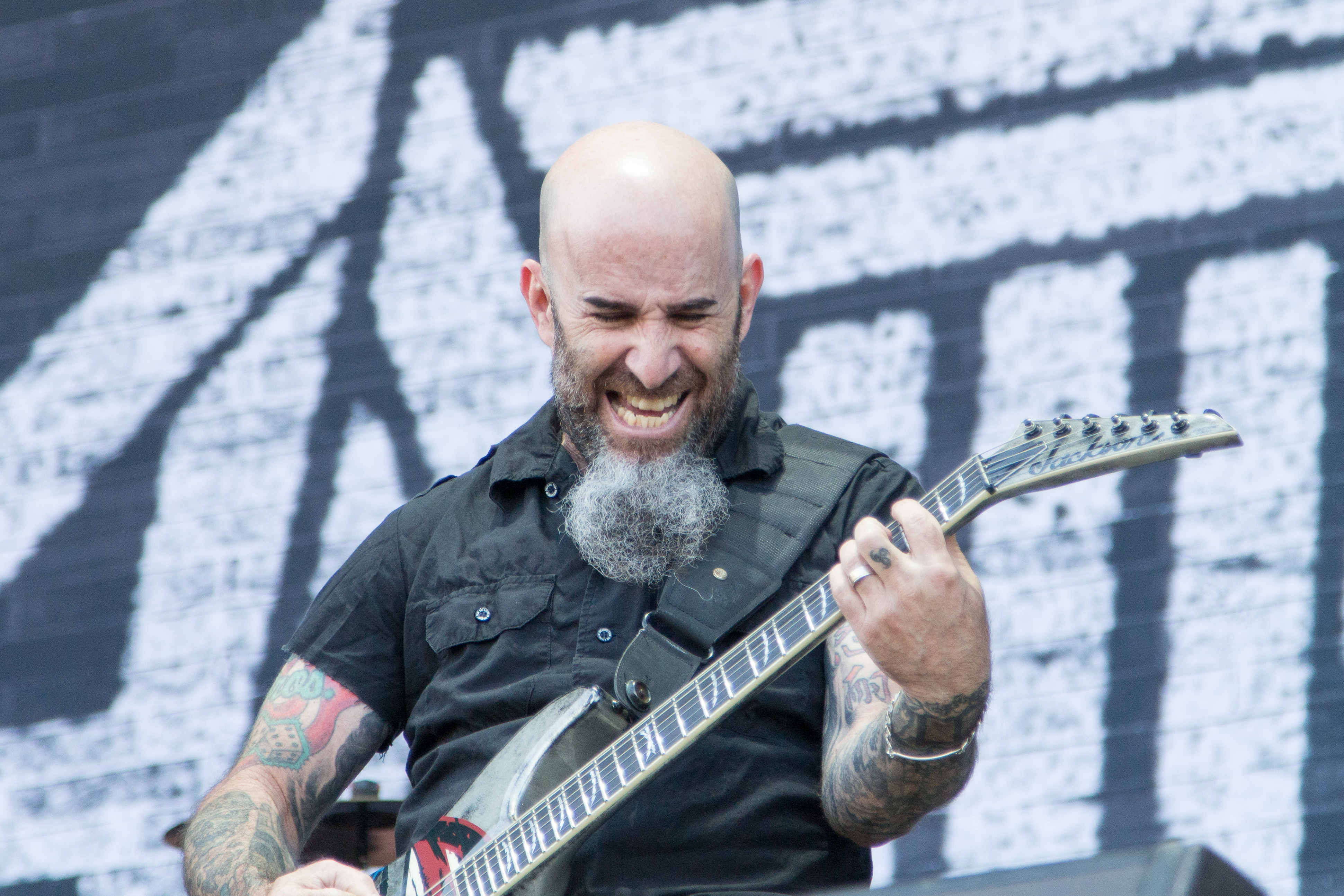
Scott Ian durante un concierto en Austria, en junio de 2014.

A finales de 2013, Anthrax comenzó la grabación de su undécimo trabajo de estudio. Al año siguiente salió a la venta el DVD Chile on Hell, grabado en Santiago de Chile en mayo de 2013. Por otra parte, el grupo recibió otra nominación al Grammy por su versión de «Neon Knights» de Black Sabbath, incluida en el tributo a Ronnie James Dio This Is Your Life. For All Kings, publicado en febrero de 2016, supuso su mayor éxito en las listas de éxitos desde Sound of White Noise —en los Estados Unidos llegó al noveno puesto y en el Reino Unido al vigésimo primero—. Para promocionarlo, en marzo, la banda hizo de telonera de Iron Maiden durante el tramo latinoamericano de su gira The Book of Souls World Tour y en septiembre y octubre realizó una serie de conciertos por Norteamérica con Slayer y Death Angel.
Entre el 2 y el 6 de febrero de 2017, la agrupación participó en el festival 70000 Tons of Metal por el mar del Caribe, lo que la convirtió en el primera de los integrantes del Big Four en actuar en un barco. El 27 de abril de 2018 salió a la venta el DVD Kings Among Scotland, que incluye un concierto grabado un año antes en Glasgow, Escocia. En octubre del año siguiente Anthrax volvió a tocar en un crucero, en esta ocasión con motivo del festival Megacruise, encabezado por Megadeth. Debido a la pandemia mundial de COVID-19, la banda empleó el confinamiento para comenzar a crear un nuevo álbum. Posteriormente, Benante ingresó como batería de Pantera y el bajista original Dan Lilker regresó esporádicamente para realizar algunos conciertos debido a la ausencia de Bello por motivos personales. El 5 de julio de 2025, Anthrax fue una de las bandas partícipes del concierto de despedida de Black Sabbath en el Villa Park de Birmingham y en el que interpretaron «Indians» y una versión de «Into the Void».

## Estilo e influencias
Anthrax es una de las agrupaciones responsables de la aparición y cimentación del speed y el thrash metal. En sus primeros trabajos, el grupo exhibió un sonido orientado hacia el thrash clásico y pasó a ser conocido por sus referencias al humor y a los cómics en sus letras, y que sirvieron para distinguirse de las demás bandas contemporáneas. Según la revista Rolling Stone, Anthrax fue uno de los pocos conjuntos de heavy metal capaces de recibir los elogios de la crítica y redefinir el género durante la década de 1980. El libro Legends of Rock Guitar calificó el estilo de los guitarristas Scott Ian y Dan Spitz como «agresivo y golpea-cabezas», con energéticos acordes y un «zumbador» uso del pedal, que proporciona una unidad sónica. El autor del libro Music of the 1980s, Thomas Harrison, describió el sonido de la banda como «metal con un tempo más rápido, consecuencia de sus influencias punk». Por su parte, los álbumes grabados con John Bush como vocalista se orientaron hacia el grunge, el metal alternativo y el groove metal. La agrupación también ha sido señalada de poner las bases del nu metal y el rap metal y por ser una de las primeras en fusionar rap con heavy metal.
Anthrax recibió la influencia de bandas de rock como Rush, Cheap Trick, AC/DC, Thin Lizzy, Kiss, Boston o Journey y versionó algunos de sus temas en el EP Anthems. Entre sus otras influencias destacan grupos de heavy metal como Black Sabbath,Judas Priest, Anvil, Iron Maiden, Motörhead, además de conjuntos punk como Ramones, Sex Pistols, Discharge o Exploited.
Por otra parte, entre las bandas que la han citado como influencia o que han seguido con su estilo destacan Slipknot, Sum 41, Cannibal Corpse, Insane Clown Posse, Killswitch Engage, Korn, Lamb of God, Limp Bizkit, Morbid Angel, Papa Roach, Sevendust y Vio-Lence.

## Miembros
- Scott Ian - guitarra rítmica (1981-actualidad), coros (1981-actualidad), guitarra líder (1981), voz (1981), bajo (1984, 2004-2005)
- Charlie Benante - batería (1983-actualidad), guitarra (1995, 2007, 2013)
- Frank Bello - bajo y coros (1984-2004, 2005-actualidad)
- Joey Belladonna - voz (1984-1992, 2005-2007, 2010-actualidad)
- Jonathan Donais - guitarra líder (2013-actualidad)

### Anteriores
| - Dan Lilker – bajo (1981, 1981-1984, 2024), guitarra rítmica (1981) - Paul Kahn – bajo (1981) - Kenny Kushner – bajo (1981) - Dave Weiss – batería (1981) - Greg D'Angelo – batería (1981-1983) - Greg Walls – guitarra líder (1981-1983) - John Connelly – voz (1981) - Jason Rosenfeld – voz (1981-1982) | - Neil Turbin – voz (1982-1984) - Bob Berry – guitarra líder (1983) - Dan Spitz – guitarra líder y coros (1983-1995, 2005-2007) - Paul Crook – guitarra líder y coros (1995-2001) - Matt Fallon – voz (1984) - John Bush – voz (1992-2005, 2009-2010) - Rob Caggiano – guitarra líder y coros (2001-2005, 2007-2013) - Dan Nelson – voz (2007-2009) |

### En directo
- Dave Sabo – guitarra líder y coros (2000)
- Joey Vera – bajo (2004-2005, 2008, 2012)
- Jason Bittner – batería (2006, 2012)
- Andreas Kisser – guitarra rítmica y coros (2011), guitarra líder y coros (2018)
- Gene Hoglan – batería (2012, 2018)
- Jon Dette – batería (2012, 2013, 2015, 2017)

## Discografía

### Álbumes de estudio
- Fistful of Metal (1984)
- Spreading the Disease (1985)
- Among the Living (1987)
- State of Euphoria (1988)
- Persistence of Time (1990)
- Sound of White Noise (1993)
- Stomp 442 (1995)
- Volume 8: The Threat Is Real (1998)
- We've Come for You All (2003)
- Worship Music (2011)
- For All Kings (2016)

## Premios y nominaciones
Grammy
| Año. | Trabajo nominado         | Categoría                               | Resultado | Ref.   |
| ---- | ------------------------ | --------------------------------------- | --------- | ------ |
| 1991 | Persistence of Time      | Mejor interpretación de metal           | Nominado  | [ 39 ] |
| 1992 | Attack of the Killer B's | Mejor interpretación de metal           | Nominado  | [ 41 ] |
| 1995 | «Bring the Noise»        | Mejor interpretación de metal           | Nominado  | [ 48 ] |
| 2013 | «I'm Alive»              | Mejor interpretación de hard rock/metal | Nominado  | [ 76 ] |
| 2014 | «T.N.T.»                 | Mejor interpretación de metal           | Nominado  | [ 81 ] |
| 2015 | «Neon Knights»           | Mejor interpretación de metal           | Nominado  | [ 84 ] |

MTV Video Music Awards
| Año  | Trabajo nominado | Categoría                   | Resultado | Ref.    |
| ---- | ---------------- | --------------------------- | --------- | ------- |
| 1994 | «Black Lodge»    | Mejor vídeo metal/hard rock | Nominado  | [ 117 ] |

Kerrang! Awards
| Año  | Categoría      | Resultado | Ref.    |
| ---- | -------------- | --------- | ------- |
| 2004 | Spirit of Rock | Ganador   | [ 118 ] |

Premios Metal Hammer Golden Gods
| Año  | Trabajo nominado    | Categoría              | Resultado | Ref.    |
| ---- | ------------------- | ---------------------- | --------- | ------- |
| 2005 |                     | Mejor banda de metal   | Ganador   | [ 119 ] |
| 2012 |                     | Metal as Fuck          | Ganador   | [ 120 ] |
| 2016 |                     | Inspiration            | Ganador   | [ 121 ] |
| 2016 |                     | Mejor banda en directo | Nominado  | [ 122 ] |
| 2016 | «Blood Eagle Wings» | Mejor vídeo            | Nominado  | [ 122 ] |

Loudwire Music Awards
| Año  | Miembro nominado | Categoría              | Resultado | Ref.    |
| ---- | ---------------- | ---------------------- | --------- | ------- |
| 2017 |                  | Mejor banda en directo | Nominado  | [ 123 ] |
| 2017 | Charlie Benante  | Mejor batería          | Nominado  | [ 123 ] |
| 2017 | Frank Bello      | Mejor bajista          | Nominado  | [ 123 ] |

Revolver Golden Gods Awards
| Año  | Categoría          | Resultado | Ref.    |
| ---- | ------------------ | --------- | ------- |
| 2016 | Innovator          | Ganador   | [ 124 ] |
| 2016 | Fans más dedicados | Nominado  | [ 124 ] |